# Kolenfornuis

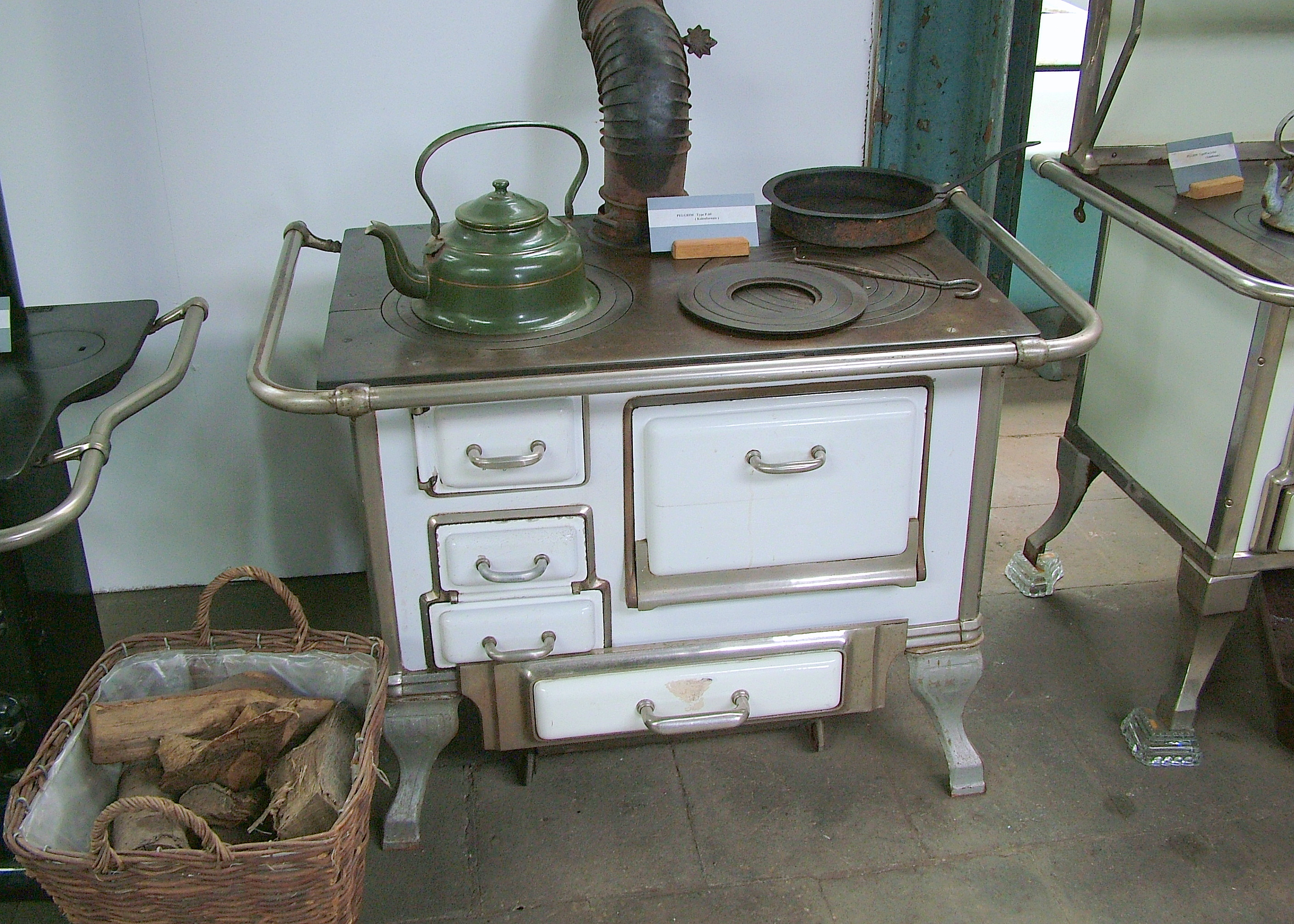
Kolenfornuis

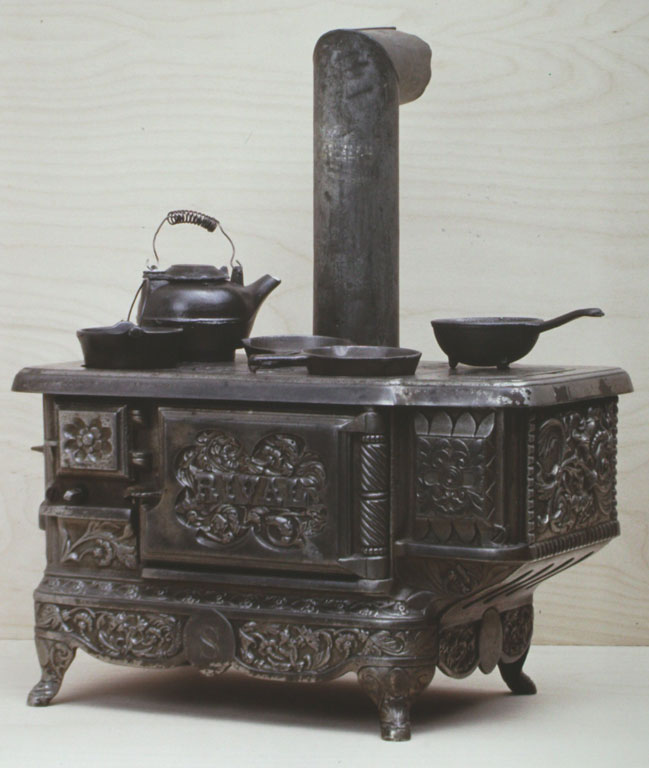
Kolenfornuis als miniatuur

Een kolenfornuis is een fornuis dat steenkool als brandstof heeft, hoewel soms ook hout of turf kan worden verstookt.

## Uiterlijk
Het bestaat gewoonlijk uit een -vaak geëmailleerde- vierkante bak op poten, met in deze bak de stookruimte, en daarnaast de oven. De stookruimte kende een aantal deurtjes onder elkaar, voor de stookruimte, de aslade, en een brandstofvoorraad. Bovenop was een grote kookplaat met daarin een aantal kookgaten aangebracht waarvan de afmetingen met kachelringen konden worden aangepast aan die van de pannen of ketels. De plaat was omgeven door een metalen reling die moest voorkomen dat de kleding werd verschroeid door de hete oppervlakten van het fornuis. Soms bevatte het kolenfornuis ook een warmwaterreservoir.

## Geschiedenis
Aangezien het in de meeste huishoudens pas omstreeks 1900 gangbaar werd om de keuken in een aparte ruimte onder te brengen, kwam omstreeks deze tijd ook het kolenfornuis in zwang, daar vóór deze tijd gekookt werd op het haardvuur of de kachel. Meer welgestelden hadden uiteraard reeds langer een afzonderlijke keuken waarin door personeel werd gewerkt. Het fornuis zorgde tevens voor de verwarming van de keuken. Het kolenfornuis was niet erg efficiënt, omdat het vuur veel langer moest branden dan dat men het voor koken nodig had. Bovendien zorgde het in de zomer veelal voor een onaangenaam hoge temperatuur in de keuken.
Hoewel kolenfornuizen nog tot na de Tweede Wereldoorlog in zwang waren, werden ze sinds de jaren 20 van de 20e eeuw op grote schaal vervangen door de hygiënischer en gemakkelijker te bedienen gasfornuizen, die aanvankelijk lichtgas als brandstof hadden. In de jaren 30 van de 20e eeuw kwamen bovendien ook de eerste elektrische fornuizen op de markt.